# Dordrecht vasútállomás
Dordrecht vasútállomás vasútállomás Hollandiában, Dordrecht városában.

## Vasútvonalak
Az állomást az alábbi vasútvonalak érintik:
- Breda–Rotterdam-vasútvonal
- Elst-Dordrecht-vasútvonal

## Kapcsolódó állomások
A vasútállomáshoz az alábbi állomások vannak a legközelebb:
- Zwijndrecht vasútállomás (Breda–Rotterdam-vasútvonal)
- Dordrecht Stadspolders vasútállomás (Elst-Dordrecht-vasútvonal)
- Dordrecht Zuid vasútállomás (Breda–Rotterdam-vasútvonal)

## Forgalom
| Vonatnem          | Útvonal | Gyakoriság |
| ----------------- | --- | --- |
| Intercity         | Dordrecht – Breda – Eindhoven Centraal | 4× naponta |
| Intercity         | Amsterdam Centraal – Amsterdam Sloterdijk – Haarlem – Leiden Centraal – Den Haag HS – Delft – Rotterdam Centraal – Dordrecht – Roosendaal – Vlissingen                                                     | félóránként |
| Intercity         | Lelystad Centrum – Almere Centrum – Amsterdam Zuid – Schiphol Airport – Leiden Centraal – Den Haag HS – Delft – Rotterdam Centraal – Dordrecht                                                             | félóránként (nem jár 22:00 után)                                                                                               |
| Intercity         | Dordrecht – Rotterdam Centraal – Schiedam Centrum – Delft – Den Haag HS – Leiden Centraal – Schiphol Airport – Amsterdam Zuid – Utrecht Centraal – ’s-Hertogenbosch – Eindhoven Centraal – Helmond – Venlo | félóránként (csak este és vasárnap közlekedik)                                                                                 |
| Intercity         | Rotterdam Centraal – Dordrecht – Eindhoven Centraal | óránként (Nachtnet) |
| Sprinter          | Den Haag Centraal – Den Haag HS – Delft – Rotterdam Centraal – Dordrecht | félóránként (nem jár 22:00 után és hétvégén)                                                                                   |
| Sprinter          | Den Haag Centraal – Den Haag HS – Delft – Rotterdam Centraal – Dordrecht | félóránként |
| Sprinter          | Dordrecht – Roosendaal | félóránként (este közlekedik és hétvégén óránként közlekedik)                                                                  |
| Sprinter          | Dordrecht – Breda – Tilburg – ’s-Hertogenbosch – Nijmegen (– Arnhem Centraal) | félóránként (esténként nem közlekedik Arnhembe; vasárnaponként óránként közlekedik 's-Hertogenbosch és Arnhem Centraal között) |
| Stoptrein (Qbuzz) | Dordrecht – Gorinchem | félóránként; az R-net közlekedési koncepció része                                                                              |
| Stoptrein (Qbuzz) | Dordrecht – Gorinchem – Geldermalsen | félóránként; az R-net közlekedési koncepció része                                                                              |